# Стадион на дружбата
„Стадион на дружбата“ е стадион в град Котбус. Той е домакин на ФК „Енегри“. След реконструкция през 2007 и 2008 г. стадионът обгръща цялото футболно игрище. Общият капацитет на съоръжението е 22 528 места (10 949 от които са покрити седящи места, 7795 покрити и 3630 открити правостоящи места, както и 154 места за хора в неравностойно положение). Средната посещаемост през сезона 2007/08 е 16 598 зрители. Стадионът е с най-голям капацитет в област Бранденбург.